# Encendido electrónico

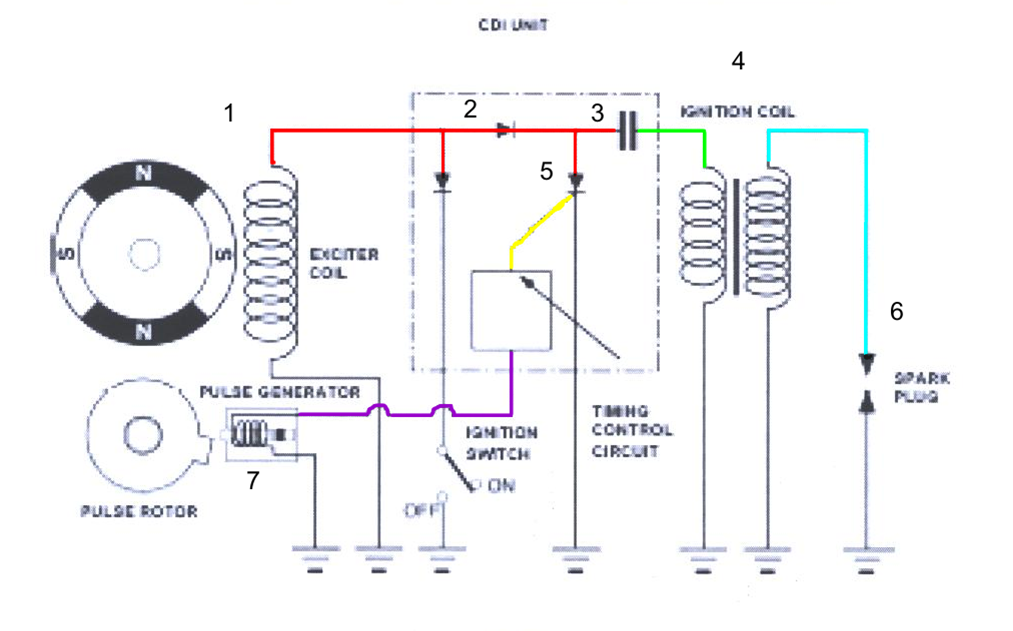
encendido por descarga capacitiva (CDI) para un motor monocilíndrico

El encendido electrónico, que puede ser del tipo TSI (Transistor System Ignition) o   CDI (Capacitor Discharge Ignition), es un sistema de encendido para motores tanto de dos tiempos (2T) como cuatro tiempos (4T) en el cual la función de interrumpir la corriente del primario de la bobina para generar por autoinducción la alta tensión necesaria en la bujía no se hace por medios mecánicos como en el sistema de ruptor o platinos, sino mediante uno o varios transistores.

## Ventajas
- Ausencia de desgastes debido a la ausencia de leva para abrir y cerrar los platinos  u otras piezas mecánicas.
- Se posibilita el aumento de la corriente de primario lo cual beneficia el secundario y por tanto la energía disponible para la chispa en la bujía.
- No se desajusta , por lo que no requiere puesta a punto.

Al ser electrónico, la eficiencia del chispazo en las bujías es más preciso que el sistema convencional.
Y por lo tanto no generara corto circuito...

## Inconvenientes
- Más costoso en caso de reparar una avería (muy poco usual)

## Tipos principales
- Con distribuidor y generación de señal de sincronización interna al mismo

## Bibliográficas
- Manual de la técnica del automóvil (BOSCH) ISBN 3-934584-82-9

- Datos: Q11681475